# Корекційна педагогіка
Корекційна педагогіка — галузь педагогіки, яка досліджує проблеми освіти, навчання і виховання осіб (переважно дитячого віку) з вадами психофізичного розвитку. 
У прийнятій в Україні номенклатурі педагогічних наук корекційна педагогіка виділена як окрема спеціальність, яка об'єднує дисципліни, які вивчають специфіку педагогічної діяльності при значних порушеннях у дітей слуху (сурдопедагогіка), зору (тифлопедагогіка), мовлення (логопедія), опорно-рухової системи (ортопедагогіка), інтелектуального розвитку (олігофренопедагогіка), емоційно-вольової сфери і біопсихологічних механізмів соціальної поведінки (цей напрям разом із олігофренопедагогікою називають психокорекційною педагогікою).

## Суть і завдання
Корекційна педагогіка обґрунтовує необхідність створення спеціальних педагогічних умов для подолання недоліків реабілітації та розвитку особистості при порушеннях розвитку. Вона включає розробку змісту освіти з урахуванням психофізіологічних особливостей дітей (наприклад, навчання глухих через жестову мову чи використання шрифту Брайля для сліпих). Основним завданням корекційної педагогіки є визначення ефективних педагогічних і медичних заходів для розвитку компенсаторних можливостей та адаптації дитини до суспільства. Її компетенція поширена на спеціальні школи, дошкільні заклади та реабілітаційні центри.
Корекційна педагогіка вивчає особливості педагогічної роботи з дітьми та дорослими, які мають порушення розвитку, зокрема в сенсорній сфері, моторики, мовленні, розумовому розвитку та соціальній поведінці. У різні історичні періоди корекційна педагогіка мала різні назви, зокрема реабілітаційна та лікувальна педагогіка. Порушення розвитку часто бувають комбінованими, наприклад, при дитячому церебральному паралічі, де вади моторики можуть супроводжуватися мовленнєвими проблемами. Корекційна педагогіка охоплює роботу як у спеціальних навчальних закладах, так і в звичайних школах, де потрібна корекція розвитку. Вона також включає роботу з дорослими, наприклад, сурдопедагогіка вивчає роботу з дорослими глухими, а тифлопедагогіка — з особами, які втратили зір у дорослому віці. Для дорослих, які потребують корекції психофізичного розвитку, застосовується поняття «корекційна андрагогіка».

## Історія
Наукові основи різних галузей корекційної педагогіки закладені в 16—18 сторіччі у працях філософів, лікарів, педагогів і релігійних діячів (Дж. Кардано, Вольтер, Жан-Жак Руссо, Д. Дідро, Й. Песталоцці тощо). У 19 — на початку 20 сторіччя у різних країнах, зокрема й у Російській імперії, зародилися національні системи спеціальної освіти для дітей з вадами розумового та фізичного розвитку, почали накопичувати досвід психолого-педагогічної роботи з ними (Л. Брайль, М. Монтессорі, в Україні — психіатри П. Ковалевський, А. Володимирський, І. Сікорський тощо). 
У 1918—1990 роках в Україні була створена розгалужена диференційована мережа спеціальних освітніх закладів для різних категорій дітей з різними вадами розвитку. Серед учених, які у цей час зробили значний внесок в обґрунтування наукових засад теорії корекційної педагогіки та практики спеціальної освіти — І. Соколянський (виховав О. Скороходову), М. Ярмаченко, А. Ґольдберґ (сурдопедагогіка), О. Щербина, Б. Сермеєв (тифлопедагогіка), Є. Соботович (логопедія), І. Єременко (психокорекційна педагогіка, олігофренопедагогіка) тощо.

### В Україні
З 1991 року питання корекційної педагогіки вивчають на дефектологічних кафедрах педагогічних університетів (В. Бондар, С. Конопляста, В. Синьов, М. Шеремет, Л. Фомичова, Є. Синьова, Д. Шульженко, С. Миронова, О. Гаврилов, І. Дмитрієва, В. Липа тощо), а також у наукових установах Національної академії педагогічних наук України: Інститутах спеціальної педагогіки (В. Засенко, А. Колупаєва, В. Тарасун), психології (С. Максименко), проблем виховання (І. Бех). 
Актуальними напрямами сучасної української корекційної педагогіки є рання діагностика та корекція порушень розвитку дитини, розроблення новітніх технологій навчання, виховання та корекції порушених процесів розвитку й соціалізації особистості, зокрема при складних комплексних дефектах, залучення дітей з обмеженими можливостями здоров'я, особливо зі значними вадами пізнавальної діяльності, які унеможливлюють повноцінне оволодіння змістом цільової освіти відповідно до державних стандартів, у процес інклюзивної освіти, оптимізація комплексної медико-психолого-педагогічної та соціальної допомоги інвалідам тощо.